# Sittiparus
Sittiparus là một chi chim trong họ Paridae.

## Các loài
- Sittiparus castaneoventris (Gould, 1863)
- Sittiparus olivaceus (Kuroda, 1923
- Sittiparus owstoni (Ijima, 1893) (BirdLife International wacht nader onderzoek af, daardoor ontbreekt een IUCN-status voor deze drie soorten)
- Sittiparus semilarvatus (Salvadori, 1865)
- Sittiparus varius (Temminck & Schlegel, 1845)